# 田成江
田成江（1955年4月—），男，回族，宁夏海原人，中华人民共和国政治人物，曾任中共宁夏回族自治区纪委副书记，宁夏回族自治区监察厅厅长兼预防腐败局局长，宁夏回族自治区政协副主席。